# 追情殺手
《追情殺手》（英語：Enough）是2002年的 心理驚悚片，由麥可·艾普特執導，珍妮佛·羅培茲和比利·坎貝爾擔綱主演。本作的故事改編自紐約時報暢銷書1998年出版、安娜·昆登著作的小說《Black and Blue (Quindlen novel)》，同時是繼1999年的《Black_and_Blue_(1999_film)》後，第二部以該小說改編的電影。講述與丈夫米契結婚六年的女性瑟琳由於不堪遭受家庭暴力，為了保護自己和女兒葛蕾西準備向丈夫反擊。
電影於2002年5月24日於美國首度上映，在全球收穫總票房5180萬美元。上映之時在影評家與觀眾之間的評價兩極，影評家指謫該片的編劇和角色刻畫的不足，尤其以針對家庭暴力和男主角米契的刻畫最甚，還有過度強調情節劇動作和女性賦權，多數的好評則偏向觀眾。珍妮佛·羅培茲更一度因為該片的演出被提名為金酸莓獎女主角獎，但隨著時間推移與影評家逐步重新審視，羅培茲和坎貝爾在該片的演出表現反而獲得正面的口碑。

## 故事劇情
本作以女主角瑟琳（Slim）的遭遇作為焦點，講述瑟琳在遇人不淑的婚姻中，力求保護自己和女兒免於丈夫的家庭暴力威脅的經歷。故事開始時的瑟琳在洛杉磯地區的餐廳擔任服務人員，某日她在工作期間遭遇一名準備向她動粗的粗魯客人找麻煩，所幸當時在餐廳裡光顧的客人米契·希勒（Mitch Hiller）出面解危趕跑了那名客人，瑟琳謝過米契和獲知對方出身富裕之家，以此機緣，瑟琳和米契交往結婚，兩者育有獨生女葛蕾西（Gracie），一家三口居住在豪華的房子過著令人稱羨的幸福生活。
然而好景不常，在結婚六年後，瑟琳發現了米契和名為露西（Lucy）的女子外遇的事實，起初瑟琳希望給米契不再犯的機會，但隨著她認清米契毫無悔意且屢度再犯的事實，她不願再忍受米契的不忠提出離婚而遭受米契施暴威脅，米契以自己是一家經濟支柱為要脅，主張自己可以為所欲為、做包含外遇在內的任何喜歡的事情，除非瑟琳有意對抗，否則他將不會善罷甘休，同時拒絕讓瑟琳離開他的掌控。瑟琳最初嘗試著向米契的母親希勒太太（Mrs. Hiller）反映自己被施暴的事件，希勒太太雖短暫安慰了瑟琳，但反指瑟琳可能激起了米契的反應，而且米契在過往便有不下數次的施暴經歷。瑟琳於是向最要好的朋友琴妮（Ginny）傾訴此事，琴妮建議她盡快搬離家裡和提出控訴，瑟琳試著向警方求助卻一無所獲，米契還語帶譏諷的告知自己已經暗中跟監著瑟琳的舉動，這其中包含她與其他人的連絡紀錄。有鑑於自己別無選擇，瑟琳透過朋友的協助準備趁夜帶著女兒葛蕾西逃離家裡，被米契破壞計劃並再度遭受毆打，連瑟琳的朋友也被米契持槍威脅，這場騷動驚醒了原本熟睡的葛蕾西，米契為避免被女兒發現自己向瑟琳施虐的事實和暴露本性，於是只好放走瑟琳一行人離開家裡。
接下來的期間，米契對瑟琳的杯葛和監控行為愈加變本加厲，他不但凍結了瑟琳的銀行帳號，使瑟琳無法動用存款租屋，還一路跟蹤至母女倆暫時落腳的廉價旅館準備破門而入，及時因為瑟琳和葛蕾西搶先離開旅館未能得逞，瑟琳帶著葛蕾西搬往西雅圖，向瑟琳的前任男友喬（Joe）請求協助收容她們和居住在當地。翌日，偽裝成FBI的數名男子現身威脅喬並破壞他的公寓，遭威脅的喬堅決不提瑟琳母女的行蹤，這使得瑟琳轉而聯絡經濟優渥但已經疏遠多年的生父朱比特（Jupiter），劇中穿插揭露兒時的瑟琳曾經多度寫信給朱比特沒有獲得回覆，朱比特接獲瑟琳的訊息時，聲稱不認識她並認為是覬覦他的財產。顧及米契的情報網和手段不容小覷，瑟琳和葛蕾西暫時搬往公社庇護所居住，稍後朱比特正式和瑟琳在當地會面，父女會談間朱比特告訴瑟琳，米契在這段期間刻意派遣同事威脅他的舉動，這次事件也讓朱比特決定向瑟琳和葛蕾西母女兩者伸出援手，他提供了一筆鉅款好讓瑟琳能夠安身立命並用新的身份展開新生活，還表明往後瑟琳若需要協助時可以連絡他。母女倆開始改用新的身分「艾琳·安·薛林特（Erin Ann Shleeter）」（瑟琳）、「奎茵·伊莉莎白·薛林特（Queen Elizabeth Shleeter）」（葛蕾西）迴避米契的追蹤行動。
瑟琳經過與生父朱比特會談的事件，和前來密西根州拜訪她的喬會面，殊不知米契已經透過擔任警員的朋友羅比（Robbie）作為眼線跟蹤並找到了瑟琳，羅比在米契和瑟琳發生爭執的過程中表現出粗魯的態度作為，更透露米契和羅比長期以來狼狽為奸，持續欺騙女性和他們發生性關係、好讓她們保住性命。瑟琳在和米契發生衝突的過程中趁亂逃脫，連葛蕾西也表態拒絕米契進一步和她們接觸，米契在盛怒之下準備將瑟琳至於死地，迫使瑟琳帶著葛蕾西駕車逃離羅比的追蹤。面對米契不惜藉由公權力的人脈準備將母女倆逼至絕路的作為，瑟琳意識一味躲避無法解決問題，向律師諮詢法律自助，得到的回應是瑟琳在法律層面幾乎是求助無門，而且針對女兒葛蕾西的監護權進行判決的聽證會，很可能是引誘瑟琳回到米契身邊的陷阱，於是她不再冀盼國家法律能為她伸張正義，取而代之則是搬往舊金山，將女兒葛蕾西安置在安全地區，自己則經由自衛教練指導精修以色列近身格鬥術一段時期，與此同時她透過朱比特的安排尋找一名外型和自己相似的女子擔任替身，作為干擾米契跟蹤調查的計劃。
一切準備就緒，瑟琳攜帶工具潛入米契的新家展開佈局，她先是藏起後者的槍械，在住宅裡的電話通信系統動了手腳，植入將會在米契的家裡共同討論女兒葛蕾西的監護權歸屬的語音訊息，藉此引誘米契返回住宅。米契剛返家便正中瑟琳的圈套，雙方在住宅裡進行搏鬥，米契試著對瑟琳痛下殺手，但被瑟琳反制一度頭部撞擊至家具昏倒，正當瑟琳為是否手刃米契陷入猶豫、致電連絡琴妮而被對方趁隙襲擊時，瑟琳反擊之餘，閃回片段再度浮現母女被米契虐待的不堪經歷，亦不再心慈手軟，最終米契被重創成傷和撞倒二樓走道的欄杆，跌落一樓客廳的同時撞壞了玻璃客桌，傷重致死。瑟琳確認米契氣絕身亡，將作案工具裝袋沉入水域中，隨後她還接受了警方的偵訊，警方基於現場物證和瑟琳的供詞反應，判定瑟琳為自我防衛不予起訴，直言瑟琳「看來是幸運的那一位」。
事件落幕後，因為米契的死亡，瑟琳和葛蕾西重獲自由與安全，瑟琳和葛蕾西在機場會合，母女兩人和喬常住在西雅圖展開新生活。

## 演員表
- 珍妮佛·羅培茲 飾演 Slim Hiller / Erin Ann Shleeter ，女主角
- 比利·坎貝爾 飾演 Mitch Hiller ，男主角，家境富裕，婚後因為外遇向妻女施暴
- 泰莎·艾倫（Tessa Allen） 飾演 Gracie Hiller / Queen Elizabeth Shleeter, Slim 和 Mitch的獨生女
- 茱莉葉·路易絲飾演 Ginny, Slim的女性朋友
- 丹·福特曼飾演 Joe, Slim居住在西雅圖的前任男友
- 諾亞·懷利飾演Robbie, Mitch的好友警察，受指示跟蹤Slim
- Fred Ward 飾演 Jupiter, Slim的親生父親
- 克里斯多福·馬赫（英语：Christopher Maher） 飾演 Phil, Slim'的繼父
- 珍妮特·卡羅爾（英语：Janet Carroll） 飾演 Mrs. Hiller， Mitch的母親，Slim婚後的婆婆，對兒子家暴睜一眼閉一眼
- 比爾·科布斯（英语：Bill Cobbs） 飾演 Jim Toller
- 布魯斯·A·楊（英语：Bruce A. Young） 飾演 以色列近身格鬥術自衛教練
- 布魯斯・法蘭西（英语：Bruce French (actor)） 飾演 房東
- 魯本·馬德拉（Ruben） Madera 飾演 Teddy
- Dan Martin 飾演冒牌FBI 探員
- Jeff Kober 飾演冒牌FBI 探員 (John Boy)
- Brent Sexton 飾演冒牌FBI 探員
- Michael Byrne 飾演 辦公室警長

## 原作小說版與電影版差異
- 原作小說的女主角和丈夫的名字分別為法蘭妮·貝內德託（Frannie Benedetto）和鮑比（Bobby），兩者的孩子為兒子羅伯特（Robert）。鮑比在原作中的職業身分是警察。
- 原作小說中女主角法蘭妮和兒子羅伯特經由幫助受暴婦女組織「Patty Bancroft and Company organization」改姓換名在佛羅里達州生活。法蘭妮和羅伯特的新身分分別名為貝絲·克倫肖（Beth Crenshaw）和鮑比（Bobby）。法蘭妮在搬家後與當地教師麥克·里奧爾丹（Mike Riordan）和一位母親辛蒂·羅爾貝克（Cindy Roerbacker）建立交情，過著安穩的生活，但是思念父親且不確認新生活是否為自己所求的羅伯特，因為法蘭妮告誡不可以透露真實身分以免父親找到他們、學校家長連絡人只被法蘭妮允許寫母親感到失望，在某日致電給父親鮑比導致母子行蹤曝光，鮑比也闖入法蘭妮的新居打傷法蘭妮並將羅伯特強行帶走。麥克和法蘭妮聘請私家偵探尋找羅伯特但一無所獲。
- 原作中法蘭妮在羅伯特失蹤後以「貝絲·克倫肖」的身份和麥克結婚生活但難掩沮喪，小說結尾中羅伯特用電話留言告知法蘭妮他和父親在一起平安無事的消息，法蘭妮雖慶幸孩子平安但同時為母子再也無法相見而悲痛，麥克和身邊朋友們以離開鮑比是她能做出的最好的決定且也可能挽救了法蘭妮的性命試著開導她，法蘭妮終其餘生反思自己是否做出了正確的決定拯救她的兒子。

## 迴響
本作上映之時在影評圈的評價不甚理想， 影評網站爛番茄根據126則評論給出僅有 21% 的新鮮度, 平均得分 4.1/10.，該網站的共識評論為「《追情殺手》剝削利用配偶暴力的議題，製成一部違法且不甚明智的驚悚片」； Metacritic則根據32條評論將本片評為25分（滿分為100分），代表「普遍負面為主」 CinemaScore調查觀眾在 A+至 F 的評分區間給予該片的評級為「A−」。給予本片負面評價的評論家多半指謫本片在編劇上的不足，還有針對家暴角色與主角女兒的單薄角色刻畫，盡管有部分評論家讚揚了珍妮佛·羅培茲演出表現和最終反擊男主角的橋段  。
盡管上映時的評價在影評界的普遍評價不佳，但隨著時間推移，陸續有影評界人士於2020年代給予本片更加正面的評價，並將本片譽為「一部受低估的驚悚片」和列為珍妮佛·羅培茲從影生涯中的佳片清單之一

### 獲獎與提名
珍妮佛·羅培茲因為該片與另一部電影《女佣變鳳凰》的表現在當時被提名為 金酸莓獎女主角獎，但最終沒有在金酸莓獎得獎 。

## 原聲帶
| 曲序     | 曲目                                       | 时长  |
| -------- | ------------------------------------------ | ----- |
| 1.       | Give Me a Sign                             | 5:23  |
| 2.       | F.B.I.?                                    | 4:40  |
| 3.       | New Leaf                                   | 1:44  |
| 4.       | Will The Real Slim Hiller Please Stand Up? | 2:03  |
| 5.       | Get Out of the House                       | 7:15  |
| 6.       | Goodbye Gracie                             | 1:43  |
| 7.       | Training Day                               | 3:11  |
| 8.       | Breaking In                                | 2:23  |
| 9.       | Setting the Trap                           | 5:42  |
| 10.      | Fight club                                 | 8:50  |
| 11.      | One of the Lucky Ones                      | 1:37  |
| 总时长： | 总时长：                                   | 44:31 |

## 外部連結
- 互联网电影数据库（IMDb）上《追情殺手》的资料（英文）